# Acroprivesa suturalis
Acroprivesa suturalis är en insektsart som beskrevs av Schmidt 1912. Acroprivesa suturalis ingår i släktet Acroprivesa och familjen Ricaniidae.
Artens utbredningsområde är Tanzania. Inga underarter finns listade i Catalogue of Life.